# Kabinett Filbinger I
Das Kabinett Filbinger I bestand in der 4. Wahlperiode des Landtags Baden-Württemberg, nachdem Kurt Georg Kiesinger zum Bundeskanzler gewählt wurde und sein Amt als Ministerpräsident niederlegte.
| Amt                                            | Name              | Partei | Partei |
| ---------------------------------------------- | ----------------- | ------ | ------ |
| Ministerpräsident                              | Hans Filbinger    |        | CDU    |
| Stellvertretender Ministerpräsident            | Walter Krause     |        | SPD    |
| Innenminister                                  | Walter Krause     |        | SPD    |
| Kultus                                         | Wilhelm Hahn      |        | CDU    |
| Justiz                                         | Rudolf Schieler   |        | SPD    |
| Finanzen                                       | Kurt Angstmann    |        | SPD    |
| Wirtschaft                                     | Hans-Otto Schwarz |        | SPD    |
| Ernährung, Landwirtschaft, Weinbau und Forsten | Eugen Leibfried   |        | CDU    |
| Arbeit                                         | Josef Schüttler   |        | CDU    |
| Bundesangelegenheiten                          | Adalbert Seifriz  |        | CDU    |